# Колодязь і маятник (фільм)
«Колодязь і маятник» (англ. The Pit and the Pendulum) — американський фільм жахів, також відомий під назвою «Інквізитор». В основу сюжету покладено оповідання Едгара Аллана По «Колодязь і маятник» (англ. The Pit and the Pendulum) (1843) і «Барильце амонтильядо» (1846).

## Сюжет
В Іспанії 1492 року лютує інквізиція. За підозрою в єресі інквізитор Торквемада піддає жителів міста Толедо жорстоким тортурам і стратам. Труп графа Альби, звинуваченого в єресі, інквізитор Мендоса дістає з саркофага, б'є батогами, а кістки потім товче в ступі. Майно графа інквізиція забирає на користь церкви. Прах єретика насипають замість піску в годинник. Слідом інквізитор звинувачує в єресі його дружину. Її прикраси відбирають, а саму графиню ведуть спалити на вогнищі.
Пекар Антоніо Альварес, колишній солдат, і його дружина Марія випадково опиняються на місці страти. Вражена беззаконним судилищем, Марія просить помилувати графиню. Тоді Торквемада оголошує її відьмою. Коли Антоніо намагається втрутитися, дон Карлос, капітан гвардії, ударом по голові приголомшує його. Отямившись, Антоніо допитується де його дружина та дізнається, що її забрали в катівні інквізиції.
Антоніо домагається прийому в Торквамеди, він намагається довести, що Марія невинна «як янгол». Інквізитор відповідає на це, що сатана теж був янголом, і Марія зачаклувала Антоніо. Тим часом Марію роздягають та оглядають, шукаючи відьомські ознаки. Не знайшовши нічого, покликаний лікар каже, що знайшов-таки відмітку сатани. Марію кидають до темниці, де також ув'язнена стара цілителька Есмеральда.
Торквамада постійно сумнівається чи досить ревно служить Богу. Він наказує бити себе батогом аби спокутати «гріхи». Марія ввижається йому, кажучи, що невинна. Торквамада запевняє себе, що це не голос сумління, а справжнє чаклунство. Антоніо пробирається вночі до в'язниці й знаходить Марію з Есмеральдою. Проте сторожа помічає їх і Антоніо сам опиняється за ґратами.
Есмеральду допитують, заливаючи в горло воду, аби змусити зізнатися, що вона відьма. Вона визнає вину, але інквізитори вимагають казати детальніше. Есмеральда захлинається і тоді Мендоса наказує розтягувати Марію на дибі. В мареннях вона бачить Есмеральду. Допит перериває прибулий Торквамада й забирає її для особистого допиту. Вони сперечаються чи є в інквізиторі любов. Торквамада обіцяє можливо відпустити Марію, якщо вона зізнається в чаклунстві. Він веде Марію в підземелля, де показує як Антоніо будуть садити на розжарене крісло. Антоніо поводиться зухвало, він терпить біль, змусивши катів повірити, що з кріслом щось негаразд. Коли окови знімають, він нападає на мучителів і сторожу. Поки Торквамада спостерігає за цим, Марія тікає. Антоніо вдається захопити Торквамеду в заручники, проте інквізитору вдається вирватися і заманити втікачів у пастку.
Невдовзі з Риму прибуває кардинал, який критикує смертну кару єретиків, хоча тортури вважає потрібними. Кардинал сперечається з Торквамедою та показує відповідний документ. Інквізитор спалює документ і наказує заживо поховати кардинала. Наляканий кардинал обіцяє нічого не розказувати папі Римському, проте Торквамада лишається невблаганним.
Торквамада вимагає сексу від Есмеральди в обмін на звільнення Антоніо. Він дарує їй одяг спаленої раніше графині та замислює одружитися з нею. Коли інквізитор готується зґвалтувати Марію, вона помічає підвішений до стелі меч. Вона молиться Богу про порятунок і мотузка, на якій висить меч, починає рватися. Торквамада відчуває загрозу і припиняє. Він звинувачує Марію в розпусті, коли меч падає поруч. Інквізитор трактує це як знак, що Марія повинна померти. Він відрізає їй кінчик язика та повертає в камеру, де виявляється жива Есмеральда. Цілителька навчає Марію як достовірно зобразити мертву. Пізніше лікар та служителі інквізиції звинувачують одне одних у смерті Марії, боячись покарання від Торквамеди. Той оголошує, що Марія була невинна та наказує поховати її.
Есмеральду готуються спалити. Дорогою вона хапає порох, який з'їдає. На вогнищі вона викриває інквізиторів у жорстокості й брехні. Торквамада називає її відьмою і присягається, що коли він бреше, то нехай йому відріжуть язик. В цю мить його язик починає кровоточити. На вогнищі Есмеральда вибухає, що лякає натовп, виконавець спалення гине. Марія отямлюється в саркофазі, куди Торквамада приходить висповідатися, кажучи, що вбивав невинних. Цю сповідь чує Мендоса.
Торквамада засуджує Антоніо до страти в хитромудрому механізмі. Згори на нього, прив'язаного до підлоги, спускається загострений маятник. Антоніо вдається змочити мотузки кров'ю і їх прибігають гризти щурі. Мендоса, розгніваний брехнею Торквамеди, нападає на нього, зачепивши важіль. Антоніо в результаті падає до ями з кілками, але зачіпляється за мотузку й вибирається нагору. Торквамада наказує охоронцям убити Антоніо, та вони самі гинуть в пастках інквізитора. Відчувши, що Марія жива, Антоніо тікає та визволяє її з саркофага.
Вражений тим, що Марія жива, Торквамада тікає і йому ввижається Есмеральда. Блукаючи підземеллям, інквізитор розбиває годинник із прахом графа. Попіл містичним чином збирається назад у кістяк, переслідуючи Торквамаду. Мендоса відкриває яму з кілками і Торквамада падає туди. Марія демонструє Антоніо, що їм не потрібні слова аби зрозуміти одне одного. Вони визволяють всіх бранців в'язниці та виходять на ранкове подвір'я.

## У ролях
- Ленс Генріксен — Торквемада
- Стівен Лі — Гомес
- Вільям Дж. Норріс — лікар Г'юсос
- Марк Марголіс — Мендоса
- Керолін Парді-Гордон — графиня ДеАльба Моліна
- Барбара Боччі — син графині
- Беніто Стефанеллі — екзекутор
- Джеффрі Комбс — Франциско
- Том Таулз — Дон Карлос
- Рона Де Річчі — Марія
- Джонатан Фуллер — Антоніо
- Джефрі Коплстон — м'ясник
- Ларрі Долгін — сержант варти
- Тунні Пірас — варта
- Фабіо Карфора — жебрак
- Френсіс Бей — Есмеральда
- Фабріціо Фонтана — єврей
- Олівер Рід — кардинал